# EQT Partners
EQT Partners ou EQT (abréviation phonétique de Equity en référence à private equity, traduit en français par « capital-investissement ») est un fonds d'investissement suédois, l'un des principaux fonds nord-européens avec des actifs évalués à plus de 224 milliards d'euros,.
Fondé en 1994 par SEB, AEA Investors, et Investor AB (la holding de la famille Wallenberg), établi à Stockholm (Suède), il comprend 1160 employés répartis dans le monde à travers des bureaux de représentation. 
EQT a investi en capital-investissement dans plus de 180 sociétés à travers le monde (soit 282 122 employés) où, dans certains cas de figure, il est actionnaire majoritaire et influence les prises de décisions managériales. 
Ses territoires d'investissement sont en priorité l'Europe, l'Asie et les États-Unis. Le 16 mars 2022, EQT annonce le rachat de Baring Private Equity Asia, un fonds de capital-investissement asiatique ayant 17.7 milliards d'actifs sous gestion pour 6,8 milliards d'euros, suivant sa strategie d'expansion dans la region. 
En 2022, EQT Partners a été classé parmi le top 3 des plus grands fonds de Private Equity au monde par Private Equity International.